# Symploce somaliensis
Symploce somaliensis är en kackerlacksart som beskrevs av Roth, L. M. 1986. Symploce somaliensis ingår i släktet Symploce och familjen småkackerlackor.
Artens utbredningsområde är Somalia. Inga underarter finns listade i Catalogue of Life.